# Genyorchis micropetala
Genyorchis micropetala är en orkidéart som först beskrevs av John Lindley, och fick sitt nu gällande namn av Rudolf Schlechter. Genyorchis micropetala ingår i släktet Genyorchis och familjen orkidéer. IUCN kategoriserar arten globalt som starkt hotad. Inga underarter finns listade i Catalogue of Life.